# Żywioły (zespół muzyczny)
Żywioły – polska grupa rockowa

## Historia
Grupa została stworzona przez Sebastiana "Trycjatora" Łanika i Artura "Kratasza" Nowaka którzy poznali się w szkole podstawowej. Żywioły na początku były nazwą utworu instrumentalnego, wymyślonego przez Marcina Woźniaka. Potem "Kratasz" wpadł na pomysł aby tak nazywać zespół. Ich pierwszy oficjalny koncert odbył się w pubie Baszta w Olkuszu w 1996 roku. W 2003 roku nagrali pierwszą koncertową płytę – Żywioły – surowe na żywo. Dwa lata później wydany został drugi album koncertowy – Wchodzisz albo spadaj natomiast na pierwszy album studyjny Żywiołom przyszło poczekać do roku 2006, kiedy nagrali album pt. Żywioły. Kilka pierwszych lat działalności zespołu to duże roszady w składzie. W 2000 roku doszło do przełomu i skład zespołu ukształtował się na dwa kolejne lata jako kwartet. W 2002 roku z zespołu odszedł klarnecista i tak Żywioły zostały triem. W tym składzie zespół utrzymał się do 23 sierpnia 2008 roku, kiedy to został rozwiązany. O jego nowym wcieleniu, mającym grać w innym składzie inny rodzaj muzyki zadecydował Sebastian Łanik. Do współpracy udało mu się namówić poprzedniego basistę Żywiołów – Macieja Ferta i trzech innych muzyków: Jacka Gracę oraz Janusza i Adama Cyzio. Jesienią 2009 lider zespołu, Sebastian Łanik, poinformował, że zespół w nowym składzie rozpoczął prace nad nagrywaniem drugiego albumu studyjnego. 

## Skład zespołu
- Sebastian "Trycjator" Łanik – wokalgitara
- Maciej Fert – gitara basowa
- Adam Cyzio – perkusja

## Byli członkowie
- Marek Banyś
- Tomek Berliński
- Artur "Kratasz" Nowak
- Akradiusz Królewicz
- Maciej Włodarczyk
- Marcin "Auman" Rdest
- Marcin "Skipi" Skipiała

## Dyskografia
- Żywioły – surowe na żywo (album koncertowy) (2003)
- Wchodzisz albo spadaj (album koncertowy) (2005)
- Żywioły (2006)